# Labastide-Saint-Georges
Labastide-Saint-Georges – miejscowość i gmina we Francji, w regionie Oksytania, w departamencie Tarn.
Według danych na rok 1990 gminę zamieszkiwały 1063 osoby, a gęstość zaludnienia wynosiła 171 osób/km² (wśród 3020 gmin regionu Midi-Pireneje Labastide-Saint-Georges plasuje się na 318. miejscu pod względem liczby ludności, natomiast pod względem powierzchni na miejscu 1390.).